# Чиково (Череповецкий район)
Чиково — деревня в Череповецком районе Вологодской области.
Входит в состав Югского сельского поселения (с 1 января 2006 года по 8 апреля 2009 года входила в Мусорское сельское поселение), с точки зрения административно-территориального деления — в Мусорский сельсовет.
Расстояние до районного центра Череповца по автодороге — 70 км, до центра муниципального образования Нового Домозерова по прямой — 32 км. Ближайшие населённые пункты — Завидово, Воскресенское, Якушево.
По переписи 2002 года население — 24 человека (9 мужчин, 15 женщин). Всё население — русские.